# Собор Святой Софии (Житомир)
Собор Святой Софии — римско-католический храм в Житомире, кафедральный собор диоцеза Киева-Житомира (вместе с собором Святого Александра в Киеве). Построен в 1751 году, в 1789—1801 годах перестроен.

## История

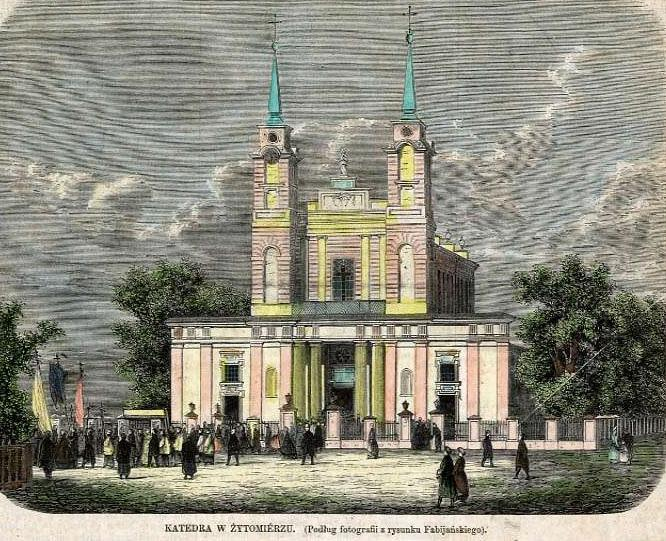
Собор святой Софии, 1870 год

Строительство собора шло в 1737—1751 годах по инициативе киевского епископа Яна Самуила Ожиги. Собор был возведён на месте предыдущего, построенного в 1725 году, который пришлось разобрать до фундамента из-за допущенных при строительстве конструктивных ошибок. В 1751 году собор был освящён во имя Пресвятой Девы Марии.
В 1768 году собор был сожжён царскими войсками, участвовавшими в подавлении Барской конфедерации, годом позже был восстановлен. В 1789—1801 году храм был капитально перестроен: добавлены две боковые часовни, перестроен фасад, заменена крыша, сооружены хоры, на которых установлен новый орган. После перестройки изначально барочное строение получило облик церкви в стиле классицизм. В 1805 году собор получил новое имя — Святой Софии.

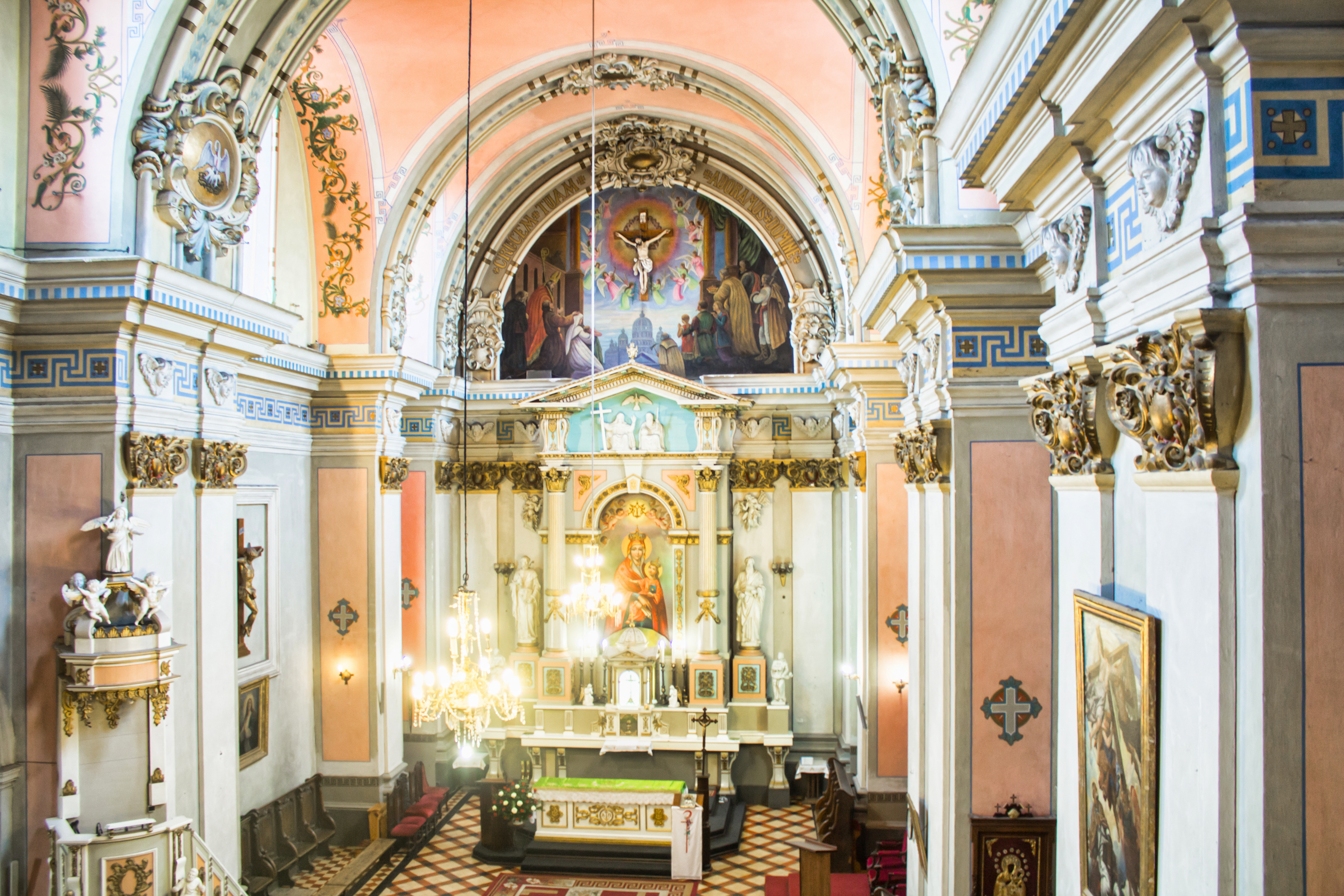
Интерьер

## Архитектура
Собор Святой Софии — трёхнефная базилика с двумя башнями на фасаде. Главный неф перекрыт полуциркульными сводами, боковые — крестовыми. В интерьере церкви сохранились настенная живопись и лепнина. Отдельно стоящая, квадратная в плане трёхъярусная колокольня расположена северо-восточнее храма.